# 上海英租界
上海英租界（英語：British Concession in Shanghai）是上海道台宮慕久與英國領事巴富爾依據《中英南京條約》於1845年11月29日在上海洋涇浜以北設立的以英國僑民為主的外僑居留地。是中國近代歷史上第一個居留地與租界。同時也是英國在華的七個居留地和租界之一。
租界劃定之初僅約定了東南北三側的界限，直至1846年才明確約定英租界的西界。1848年，上海英租界進行擴張，於當年11月27日新訂界址，將西界擴展到今日的西藏中路。1863年，英租界與上海美租界合併成為上海公共租界。

## 法源
1842年，中英双方签订《南京条约》。其中第二條約定“自今以後，大皇帝恩准英國人民帶回所屬家眷，寄居沿海之廣州、福州、廈門、寧波、上海等五處港口，貿易通商無礙；英國君主派設領事、管事等官住該五處城邑，專理商賈事宜……”。1843年10月8日，中英兩國政府又於虎門簽訂《五口通商附粘善後條款》，其中更是明確約定“中华地方官必须与英国管事官各就地方民情，议定于何地方，用何房屋或基地，系准英人租赁……”。這些條款，成為後世建立居留地和租界的基本法源。

## 简史

### 設立過程
1843年11月17日，上海開埠后，逐漸有英商北上到滬進行商貿活動。根據清廷安排，原由兩江總督與江蘇巡撫來處理上海的通商事務。但時任兩江總督的璧昌、江蘇巡撫孫善寶認為英國領事的品銜過低，因而授權蘇松太道道台全權負責通商事務。時任蘇松太道道台的宮慕久因此與新任英國駐滬領事巴富爾就落實條約中英商居留地的條文展開談判。
談判之初，巴富爾要求中方同意英商購買華人土地。但宮慕久依據中方法律，認為“普天之下莫非王土”故不同意該議。巴富爾轉而希望由英國政府出面購買。但相關條約並未規定英國政府有權購置中國土地。最後，雙方通過磋商達成採用“永租制”來確定居留地及其相關權利。

### 劃定租界与扩界
1845年11月29日，宮慕久於江海北關外張貼名為《土地章程》的公文。全文報經兩江總督批准，共計23條。約定上海洋涇浜以北、李家廠（今北京東路）以南、黃浦江以西的地區作為英商居留地。由於採用永租制，因而稱之為租界。
由于1845年的《土地章程》中未划定租界区域的西界，因此第二年宫慕久与巴富尔再次商议，通過於西側辟筑馬路作為該居留地的最西端。劃定界限后的租界面積達到1080畝。1848年，继任的英国领事阿礼国向时任的苏松太道道台麟桂提出扩展租界的要求。並於當年11月27日訂定新界址，將租界北界擴展至蘇州河，西界擴展到周涇浜北側一帶（即今西藏中路）。

### 合併
1850年代初，由於小刀會起義、太平天國運動等，導致原居住於上海城廂及周邊城市的人口大量湧入租界避難。這一系列事件實際破壞了最初確定的居留地“華洋分居”的原則。英國領事阿禮國雖向道台衙門行文希望制止華人的湧入，但外僑商人卻乘機搭建大量住房租予華人，并最終迫使阿禮國放棄原先主張。
1853年6月末，阿禮國建議在滬的英法美三國代表簽訂協議，建立統一行政機構，以應對租界日漸複雜的形式。1854年6月，阿禮國再次照會美法，希望促成市政機關的建立。7月，在英國公使包令和美國公使麥蓮的催促下，法國公使布爾布隆宣佈接受這一建議，但须報法國政府批准。
7月8日，英、法、美三国领事发布联合通告，公布经三国公使拟定但未经中国政府批准的《上海英美法租界土地章程》。由于该《土地章程》较1845年版本有较大出入，确立了租地人向原业主一次性缴纳租金后向中国政府缴纳地税，而非向原业主持续缴纳租金。
1854年7月11日，三国领事与49位租地人在英国领事馆召开租地人大会。会议议程为建立代议制的市政机关。大会通过投票同意建立工部局、组建巡捕房等十几项决议。
但与此同时，英美与法国间在上海的矛盾逐渐爆发。在处理小刀会事件中，英美两国将法租界排除在非军事区等做法引发了法国领事爱棠的强烈不满。当年12月24日，布尔布隆公使致信法国外交部，要求政府不要批准《土地章程》。与此同时爱棠则宣称他没有公布法令承认新版《土地章程》对法国侨民具有约束力。
1856年初，法租界单方面召开租地人大会。先后于当年和翌年组建巡捕房和道路管理委员会。法国的做法意味着英美法租界合并无望。在此情况下，英美两租界合并的呼声逐渐浮现。
1860年代初，旗昌洋行大班金能亨和美国领事熙华德开始倡议英美租界的合并。1862年3月31日，英租界租地人会议通过将美租界与英租界合并的议案。
1863年9月21日，在完成初步划界后的美租界召开租地人会议，同意与英租界合并。至此，英美租界正式宣布合并。合并后的租界称为英美租界（Foreign Settlement）或洋泾浜北首外人租界。1899年以后，正式改称公共租界。

## 范围
最初的英租界，东起黄浦江、南到洋泾浜、北至李家厂（今北京东路）一带，而对于西侧则没有明确约定界限。第二年起，才另行约定於西侧辟筑一条道路作为边界，该路因此得名“界路”。
1848年3月，青浦教案发生後，阿禮國藉此向新任上海道台麟桂提出擴界主張。最終於當年10月將英租界西界擴展到泥城浜（今西藏中路），北界擴展至蘇州河岸。

## 政治与管理

### 議政機構
1845年《土地章程》的第12条约定，“商人租地并在界内租房，自洋泾浜以北，应行公众修补桥梁、修除街道、添点路灯、添置水龙、种树护路、开沟放水、雇募更夫，其各项费用，由各租户呈请领事官劝令会集公同商捐”。据此，1846年12月22日，在滬的外侨在英国领事巴富尔的召集下，於禮查飯店召開首次租地人會議。并推選了三位僑民組成道路碼頭委員會負責界內的公共設施營建事務。同時，約定租地人會議主要負責對道路碼頭委員會的預決算、地產稅收事務等事務的審議。

### 行政機構
上海英租界於1846年12月起，依據租地人會議的決議，成立了道路碼頭委員會。負責轄內市政設施的建設等事務。1849年3月10日，租地人會議授權該委員會評估組租地人的地產價值，從而確定征稅標準。同時授權該委員會通過貸款的方式籌集資金用於市政建設。1853年7月21日，租地人會議暫時停止了征稅義務。次年7月11日，依據英美法三國駐滬領事修改後的《土地章程》，組建新的管理機構工部局以取代道路碼頭委員會。
新成立的工部局設有董事會，負責日常事務的決策，同時下設各機構負責專門事務的執行。英租界時期，設立的機構包括總辦處（1860年）、總巡捕房（1854年）、工務處（1860年）等。

### 警務
早期英租界通過聘用本地更夫來兼管巡邏報警等事。工部局成立后，聘請香港警局退休警員克萊夫出任督察員，正式組建巡捕房。督察員直接向工部局董事會負責。巡捕的工作職責包括防止抢劫、禁止行乞、阻止打架斗殴、逮捕可疑人員、捉拿罪犯、查处界内军火買賣與存儲等違法事宜。

### 司法機構
上海英租界內的司法機構為英國領事館附設的領事法庭。當時負責審理界內除重大刑事案件外的其他案件，而重大刑案一般根據犯罪人員的國籍移交其本國法院審理。華人犯案后一般也先遞交領事法庭審理，重刑犯移交上海縣衙處置。1856年起，華人案犯無論輕重均移送上海縣審判，以減輕領事法庭的審理壓力。

## 军事
早期英租界不設有常備軍隊。1853年初，由於太平天國軍隊連克南京、鎮江，引發僑民恐慌。為此當年4月8日，駐滬英美領事召集外僑，決定成立“上海義勇隊”，由全體英國僑民參與，並有部分美國僑民加入，史稱萬國商團。1854年4月，萬國商團參與了泥城之戰。小刀會起義后，萬國商團一度停止活動。1860年太平軍逼近上海后，再度恢復。此外，英租界還有部分英、美軍隊臨時參與協防。

## 经济
上海开埠后，原聚集於廣州的英商逐漸在滬開設分號。早在英租界設立前，已有怡和、寶順、仁記、義記等四家洋行來此。至1857年，上海從事進出口的貿易公司達44家，其中英商洋行27家。貿易以進口鴉片、機器紡織品為主，出口則為絲、茶、金銀等為主。境內這一時期還有部分華商參與買賣，主要是作為洋行與內地商販之間的中間商。
與此同時，現代金融業也逐步發展。傳統的錢莊也由上海縣城向租界轉移。現代的保險業與銀行也分別於1846年和1847年起由英商在境內創辦。
日常百貨方面，自1846年租界築路開始，於今日南京東路和廣東路的東段，便出現了以洋商為對象的日用品商鋪，專售洋布、洋燭及洋油等。小刀會起義后，華洋雜居，江浙富戶的湧入亦推動了界內的商業發展。商業也逐漸多樣化。
另外，上海的房地產業受益於小刀會起義。1853年與1862年間的軍事行動，促使租界人口激增，以老沙遜、怡和、仁記為首的一批洋行藉此機會興建木板簡屋來獲取利益。現代的房地產業由此開端。

## 文化
英租界时期，境内主要聚集了现代出版业、新闻传播及博物馆等多种文化产业。其中，上海的第一张报纸《北华捷报》由英国人奚安门於1850年8月在海關路（今漢口路）創辦。1861年12月，上海首張華文報紙《上海新報》發行。
1846年，麥都思、慕維廉等人於麥家圈（今山東中路一帶）的倫敦會總部創辦。該機構是上海最早的現代出版社，採用鉛印活字印刷《聖經》等宗教讀物，后逐漸以《幾何原本》、《數學啟蒙》等西方近代科學書籍為主。
1849年，現代的圖書館也出現在英租界內，當時稱為圖書總會。1851年，英僑設立了俗稱“洋文書院”的上海圖書館，該圖書館於1913年后更名為工部局公共圖書館。
此外，西方体育活動也隨著外僑一同進入上海。1850年，上海跑馬總會於界路以西成立，此後10年逐漸出現板球、高爾夫球、草地滾球、網球及足球總會等社團出現。1860年，第二跑馬場建立。兩年後，通過出售第二跑馬場，在泥城橋以西建立第三跑馬場，即今上海人民廣場及人民公園。